# نعنای کره‌ای
نعنای کره‌ای (نام علمی: Agastache rugosa) نام یک گونه از خانواده نعنائیان است.